# Roquedur
Roquedur (okzitanisch Ròcadun) ist eine französische Gemeinde mit 265 Einwohnern (Stand 1. Januar 2022) im Département Gard in der Region Okzitanien.

## Geografie
Die Gemeinde Roquedur liegt am Südrand des Cevennengebirges und befindet sich 46 Kilometer nördlich der Regionalhauptstadt Montpellier. Sie ist Teil des Nationalparks Cevennen und wird am Ostrand vom Hérault durchflossen. Ihr Gebiet ist insbesondere von bewaldeten Hügelketten geprägt und erreicht eine maximale Höhe, wohingegen insbesondere das Tal des Hérault deutlich tiefer liegt. Die Bewohner leben zum größten Teil im Hügelland, wobei sich die Kommune in die beiden Ortschaften Roquedur-le-Haut und Roquedur-le-Bas aufteilt. Dabei handelt es sich jeweils nicht um feste Dörfer, sondern um Ansammlungen kleiner Siedlungen und Weiler. Daneben zählt auch der von beiden Ortschaften getrennt liegende Weiler Lacamp zur Gemeinde.
Die Nachbargemeinden von Roquedur sind Saint-André-de-Majencoules im Norden, Sumène im Nordosten, Saint-Julien-de-la-Nef im Osten, Saint-Bresson im Süden, Le Vigan im Westen sowie Nordwesten.

### Infrastruktur
Durch das östlich gelegene Tal des Hérault verläuft mit der D999 eine regionale Straße, welche die Anbindung nach Le Vigan in die eine und nach Ganges in die andere Richtung herstellt. Über Ganges besteht auch eine Verbindung zu den Großstädten Montpellier und Nîmes. Nach Le Vigan gibt es mit der durch das Hügelland verlaufenden D291 eine weitere Strecke.

## Geschichte und Kultur
Erstmals erwähnt wurde das heutige Roquedur im Jahr 785 unter der Bezeichnung Rocdun. Die Ortschaft hatte die nachfolgenden Jahrhunderte über nur eine geringe Bedeutung und bestand gegen Ende des 14. Jahrhunderts lediglich aus zwei Haushalten. Sie unterstand bis zur französischen Revolution der Gerichtsbarkeit der Viguerie von Le Vigan und Meyrueis, während sie in kirchlicher Hinsicht zur Diözese von Nîmes gehörte. Die Gemeinde war der langjährige Wohnort des Dramatikers und Schauspielers Edmond Guiraud (1877–1961). Ab den 1970er-Jahren war sie für rund zwanzig Jahre Schauplatz einer Langzeitstudie eines britisch-französischen Forscherteams, welches die Krankheit Leishmaniose untersuchte.
Zum erhaltenen lokalen Erbe zählt die protestantische Kirche von Roquedur; eine Besonderheit der Cevennenregion ist, dass sie anders als der Rest Frankreichs einen erheblichen protestantischen Bevölkerungsanteil aufweist. Daneben gibt es auch eine katholische Pfarrkirche namens Saint-Pierre de la Clastre, welche nach ihrer Zerstörung 1622 im Jahr 1688 wieder aufgebaut wurde.

## Bevölkerungsentwicklung
| Jahr      | 1962 | 1968 | 1975 | 1982 | 1990 | 1999 | 2006 | 2012 | 2019 |
| --------- | ---- | ---- | ---- | ---- | ---- | ---- | ---- | ---- | ---- |
| Einwohner | 107  | 103  | 121  | 116  | 133  | 192  | 225  | 217  | 260  |

Im Jahr 1793 zählte die Gemeinde 350 Bewohner und bis 1821 konnte sie auf den historischen Höchstwert von 433 Einwohnern anwachsen. Anschließend blieb die Bevölkerungszahl auf diesem Niveau, ehe in der zweiten Hälfte des 19. Jahrhunderts ein Abwärtstrend bis auf 276 Menschen im Jahr 1896 einsetzte. Besonders während der 1920er- und 1930er-Jahre ging der Wert noch erheblich stärker zurück, sodass 1936 nur noch 146 Einwohner erfasst wurden. Nachdem 1968 mit 103 Bewohnern ein historischer Tiefstand erreicht worden war, kam es in den darauffolgenden Jahrzehnten allerdings zu einer klaren Trendumkehr mit einem deutlichen Anwachsen. Infolgedessen hat sich die Bevölkerung im frühen 21. Jahrhundert wieder bei über 200 Menschen eingependelt.